# 维鲁拉米恩

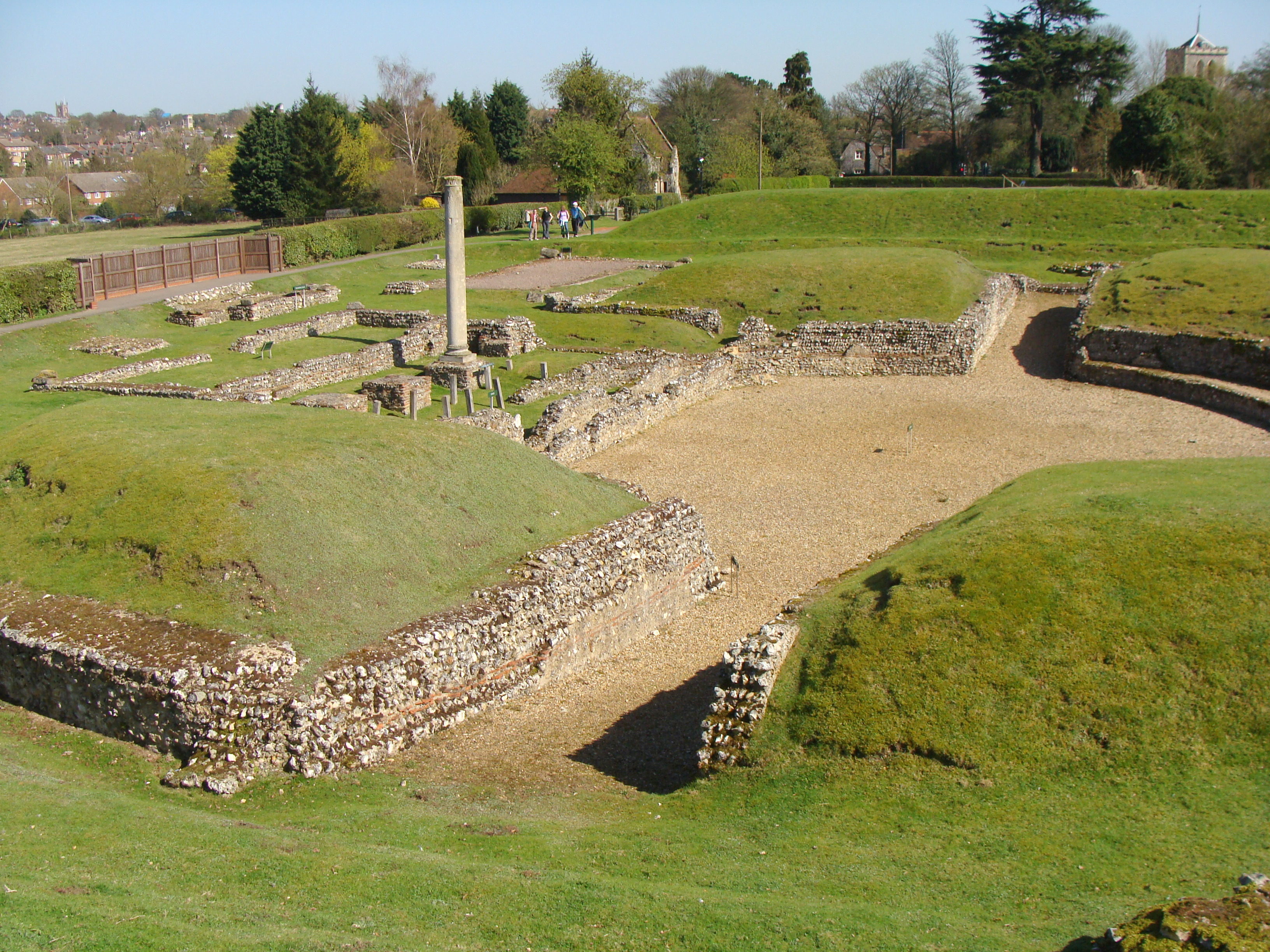
维鲁拉米恩的古罗马剧场

维鲁拉米恩（Verulamium）是位于英国赫特福德郡圣奥尔本斯的一个古罗马城镇，现仅存遗址，是英国国家在册古迹。古代的惠特靈大道穿过这里。

## 历史
在罗马人抵达之前，卡图维劳尼人已经占据了这片地方，他们称这里为“Verlamion”。它在公元50年左右成为罗马人的自治城镇，人民获得了有限的公民权。到3世纪时，其面积达到125英畝（0.51平方），有壕沟与城墙保护。不列颠的第一位殉道圣人圣奥尔本在此殉道。罗马人在5世纪前半叶放弃了这里。现在还留存着一些城墙、剧院。圣奥尔本斯有维鲁拉米恩博物馆（Verulamium Museum）保存着莫蒂默·惠勒在1930年代从遗址里挖掘出来的古物。